# Harvard Graphics
Harvard Graphics — одна из первых программ для подготовки презентаций, разрабатывавшаяся Software Publishing Corporation (SPC) для DOS и Microsoft Windows. Первая версия была выпущена Harvard Graphics, Inc. в 1986 году под названием Harvard Presentation Graphics.

## История
Harvard Graphics представляла собой одну из первых прикладных программ, позволяющих пользователям объединить текст, информационную графику и диаграммы в настраиваемую слайдшоу-презентацию. Исходная версия могла импортировать данные из Lotus 1-2-3 или Lotus Symphony, диаграммы, созданные в Symphony или PFS Graph, а также текст в кодировке ASCII. В ней также имелась возможность экспорта текста и графики в форматах Computer Graphics Metafile и pfs:Write (текстового процессора, также производимого SPC). Поскольку использовалась векторная графика, вывод не всегда выглядел хорошо на CGA и EGA мониторах, которые были наиболее распространёнными в то время, однако это не имело большого значения, поскольку презентации обычно выводились на слайдовый принтер или цветной плоттер.
Во второй версии программы, выпущенной в 1987 году, из названия пропало слово «Presentation». Новой особенностью Harvard Graphics 2.0 стала возможность импорта данных из последней версии электронной таблицы Lotus 1-2-3 до генерации графики, а также возможность создания рисунков и аннотаций к графикам.
Версия 3.0 была выпущена лишь в 1991 году. Она предлагала пользователю расширенные функции редактирования, однако её графические возможности уступали конкурирующим программам, таким как Aldus Persuasion или Lotus Freelance.

## Судьба
Хотя Harvard Graphics занимала лидирующее положение на рынке в конце 1980-х, переход на Microsoft Windows вызвал серьёзные проблемы. SPC выпустила версию для Microsoft Windows 3.0 в 1991 году, но её доля на рынке не смогла приблизиться к 70 %, которые Harvard Graphics имела на рынке программ для DOS. В итоге доминирующее положение на рынке презентационных программ для Windows занял Microsoft PowerPoint. В 1996 году эксклюзивные маркетинговые права на линейку продуктов Harvard Graphics, Inc. были приобретены компанией Serif, которая также стала заниматься поддержкой этих продуктов.